# Герб Криворізького району
Герб Криворі́зького райо́ну затверджений 1 листопада 2000 р. рішенням "Про зптвердження символіки району" № 135-14/XXII сесії Криворізької районної ради.

## Опис
Щит перетятий на синє та зелене поля, на перетині справа золоті крила вітряка над прорізним золотим трикутником, зліва срібна рогова порохівниця зі вставленими до неї трьома золотими пшеничними колосками. Щит облямований срібним декоративним картушем, над щитом біла стрічка з написом «КРИВОРІЗЬКИЙ РАЙОН», під стрічкою (червона) напис «1925р.» (на зображенні герба на затвердженому разом з ним прапорі району «1925»).

## Значення
Рогова порохівниця, яка є номінальним символом і вказує на назву району та районного центру, несе ще й додаткове символічне навантаження. Зі вставленим до неї пшеничним колоссям вона утворює «ріг достатку», що символізує великий економічний, зокрема сільськогосподарський, потенціал району.
Крила вітряка символізують організований направлений рух, що веде до розквіту й достатку. Трикутник, на якому стоїть вітряк, нагадує про присутність на території району майже 100 скіфських курганів і уособлює зв'язок сучасності з минулим.
Комп'ютерна графіка — К. М. Богатов.